# Hamid Grine
 (mai 2022).
Si vous disposez d'ouvrages ou d'articles de référence ou si vous connaissez des sites web de qualité traitant du thème abordé ici, merci de compléter l'article en donnant les références utiles à sa vérifiabilité et en les liant à la section « Notes et références ».
Hamid Grine est un ancien journaliste, écrivain et homme politique algérien né le 20 juin 1954 à Biskra dans le sud-est algérien. Il est nommé le 5 mai 2014 ministre de la Communication dans le gouvernement Sellal 3. Il a été reconduit le 14 mai 2015, au même poste dans le gouvernement Sellal IV, jusqu'au 25 mai 2017.

## Biographie
Diplômé en sociologie à l'université d'Alger, il a débuté dans le journalisme sportif qu'il a exercé en Algérie et à l'étranger en touchant aussi, en tant que grand reporter, à d'autres rubriques telles que l'économie, la société et la culture.
Hamid Grine a également été concepteur rédacteur à l'étranger dans deux grandes agences de communication publicitaire.
- 1982-1986 : chargé d’études au ministère de l’Habitat en même temps reporter sportif à la radio chaine 3.
- 1986-1990 : chef de rubrique à Révolution Africaine
- 1990-1993 : rédacteur en Chef à Horizons
- 1994-1996 : directeur de Communication au Holding du Grand Maghreb
- 1997-1999 : grand reporter à la Vie Economique
- 1999-2001 : concepteur- rédacteur dans deux agences mondiales
- 2002-avril 2014 : porte parole (directeur de la communication) chez Djezzy, l'opérateur leader de la téléphonie mobile en Algérie.

### Carrière politique
Le 5 mai 2014, le président Abdelaziz Bouteflika nomme Hamid Grine ministre de la Communication. Il intègre ainsi le gouvernement Sellal 3,.
En septembre 2014 il nomme Miloud Chorfi, décédé depuis, à la tête de l’Autorité de régulation de l’audiovisuel algérien.
Dès sa prise de fonction Hamid Grine lance le concept du Cercle Vertueux qui repose sur la nécessité pour le triptyque : annonceur/journal/journaliste de tendre vers l'éthique et la déontologie.
En novembre de la même année, Hamid Grine organise la première édition du Prix du Président de la République du journaliste.
Des juin 2014, il lance des cycles de formation universitaire à destination de la presse avec des intellectuels locaux et étrangers notamment des Canadiens, des Belges, des Suisses ainsi que les journalistes français Rachid Arhab et Pierre Péan, mais aussi le Pdg du grand quotidien cairote AlAhram.
En 2015, il inaugure pour la première fois en Algérie un cycle de formation citoyenne dans les 48 wilayas du pays. Ces formations avaient pour objectif de donner des grilles de lecture aux citoyens pour qu'ils puissent séparer le journal qui informe du journal qui désinforme.
Hamid Grine est aussi le premier ministre de la communication qui s'est soucié de la formation des chargés de presse au niveau des ministères en animant  lui-même deux cycles de formation avec pour principal objectif d'améliorer la communication entre le chargé de com et le journaliste : " Ne laissez jamais un appel d'un journaliste sans réponse." Tel a été son leitmotiv, l'appliquant lui-même à sa personne, selon les témoignages des journalistes.  
À partir d'octobre 2014, les premières cartes de journaliste sont distribuées aux professionnels. Ayant eu vent de quelques cas de fraude, le ministère met sur pied une commission d'enquête des septembre 2015.
L'un des chevaux de bataille du ministre a été la mise en œuvre d'une stratégie de règlement des zones d'ombre de la radio nationale, un volet rarement pris en considération. Dans ce cadre, les régions du pays qui ne recevaient pas la radio nationale (radio 1,2 et 3) ont pu l'avoir avec une bonne qualité d'écoute.
En 2015, un incident diplomatique éclate entre la France et Alger, après que Hamid Grine ait fait l'objet d'une fouille par les autorités françaises alors qu'il s’apprêtait à prendre un avion à l'aéroport de Paris - Orly.
Lors des élections législatives de mai 2017, il recommande aux télévisions privées offshore de ne pas se faire le relais de ceux qui "insultent, diffament et appellent au boycott."
Cette instruction n'a pas été appréciée par les journaux de l'opposition qui l'ont considéré comme une atteinte a la liberté d'information.
Il est remplacé à son poste par Djamel Kaouane lors de la formation du gouvernement Abdelmadjid Tebboune le 25 mai 2017.
Il est placé sous contrôle judiciaire le 6 mars 2023.

## Œuvres
Il est l'auteur de 7 livres sportifs, notamment Lakhdar Belloumi, un footballeur algérien, Éditions ENAL, vendu à 20 000 exemplaires en 1986.
En 2004, il publie aux Éditions Casbah Comme des ombres furtives, une série de portraits.
Une année plus tard, Hamid Grine publie un essai de communication politique: Chronique d'une élection pas comme les autres qui évoque les élections présidentielles de 2004.
Ensuite, il publie un essai philosophique :Cueille le jour avant la nuit (2005), où il décline les philosophes qui l'ont aidé à vivre notamment les Stoïciens ainsi que Swami Prajnanpad, un maître hindou qui a comme disciple français Arnaud Desjardins ainsi que Comte-Sponville.
En 2006, il édite son premier roman La Dernière prière, toujours chez le même éditeur : Alpha édition. En 2007, La nuit du henné.
Le café de Gide, un autre roman est publié en 2008 aux éditions Alpha (Alger). La pédophilie d'André Gide n'est que le prétexte pour poser une question plus universelle : celle de la conservation du patrimoine.
En 2009, Hamid Grine signe un roman algérien sur la presse, Il ne fera pas long feu, une satire qui connaîtra un grand succès. En 2010, il revient avec un autre roman : Un Parfum d'absinthe qui au-delà de sa trame romanesque pose la question de l'engagement des écrivains algériens, par rapport à Camus, durant la guerre de libération.
En 2017, il publie Clandestine,, puis en 2019 paraît aux éditions Casbah le roman Le Rapace, qui traite de communication politique sur fond de manipulation, reprenant ainsi un thème déjà développé en 2004 dans l'essai politique Une élection pas comme les autres.
En 2022, il publie le récit Dans la pièce d'à côté, Éditions Gaussen, France, 2022, qui raconte le décès de son épouse et le douloureux deuil qui s'en était suivi. C'est aussi une tranche de sa vie de ministre qu'on découvre. La préface est signée de Boualem Sansal.
En 2023, il publie chez les éditions Dalimen le roman « On dira de toi » une fiction sur le poète Jean Sénac où tout est vraisemblable.

## Récompenses
Hamid Grine a reçu différents prix dont la plume d'or du journalisme sportif et une récompense des éditeurs maghrébins pour l'ensemble de son œuvre. En 2009, il reçoit le prix des libraires algériens.
En 2013, il est nommé pour le Prix Françoise Giroud du portrait.

### Œuvres
- Lakhdar Belloumi, un footballeur algérien, essai, Éditions ENAL, Alger, 1986
- Onze champions dans un miroir, essai, Éditions ENAL, Alger, 1988
- L'Almanach des sports collectifs algériens, essai, Éditions ANEP, Alger, 1990
- L'Entente, la légende du second souffle, Éditions Dahleb, Alger, 1990
- L'Algérie en coupe d'Afrique, essai (coauteur), Éditions Anep, Alger, 1990
- Ombres et lumières de la boxe en Algérie, essai, Éditions Cnides, Alger, 1999
- L'Almanach des sports individuels algériens, essai, Éditions Cnides, Alger, 1999
- Comme des ombres furtives, essai, Casbah Éditions, Alger, 2004
- Chronique d'une élection pas comme les autres, essai, Éditions Alpha, Alger, 2004
- Cueille le jour avant la nuit, essai, Éditions Alpha, Alger, 2005.
- La Dernière prière, roman, Éditions Alpha, Alger, 2006
- La Nuit du henné, roman, Éditions Alpha, Alger, 2007
- Le Café de Gide, roman, Éditions Alpha, Alger, 2008
- Il ne fera pas long feu, roman, Éditions Alpha, Alger, 2009 (Prix des libraires algériens)
- Un Parfum d'absinthe, roman, Éditions Alpha, Alger, 2010
- Une vie sur la pointe des pieds, nouvelles, Éditions Alpha, Alger, 2011
- Camus dans le narguilé, roman, Éditions Après la lune, Paris, 2011
- Sur les allées de ma mémoire, éditions Casbah, Alger, 2012
- Clandestine, roman, éditions Casbah, Alger,2017
- Le Rapace, roman, Casbah, Alger, 2019
- Dans la pièce d'à côté, récit, Editions Gaussen, France, 2022

- On dira de toi, roman, éditions Dalimen, Alger, 2023